# مایکل پوسنر (روانشناس)
مایکل پوسنر (انگلیسی: Michael Posner؛ زادهٔ ۱۲ سپتامبر ۱۹۳۶) دانشمند اهل ایالات متحده آمریکا است.
او همچنین برنده جوایزی همچون کمک هزینه گوگنهایم شده است.